# إيزكيل ماكليود
إيزكيل ماكليود هو محامي وقاضي وسياسي كندي، ولد في 29 أكتوبر 1840 في نيو برونزويك في كندا، وتوفي في 11 يونيو 1920. نشط حزبياً في حزب كندا المحافظ. وقد انتخب عضو مجلس العموم الكندي.